# دانييل مارينو
دانييل مارينو (بالإنجليزية: Dan Marino)‏ (و. 1961 – م) هو ممثل، ولاعب كرة قدم أمريكية، وصاحب مطعم، من الولايات المتحدة الأمريكية، ولد في بيتسبرغ، بنسيلفانيا.

## التعليم
تعلم في جامعة بيتسبرغ، وCentral Catholic High School (Pittsburgh) ‏.

## جوائز وترشيحات
حصل على جوائز منها:
- جائزة رجل السنة لوالتر بايتون [الإنجليزية]‏ (1998)
- Best Comeback Athlete ESPY Award [الإنجليزية]‏ (1995)
- AP NFL Offensive Player of the Year [الإنجليزية]‏ (1984).

ترشح لـ:
- جائزة رجل السنة لوالتر بايتون [الإنجليزية]‏ (1998).

## وصلات خارجية
- دانييل مارينو على موقع إي إس بي إن.كوم (أن.أف.أل)3
- دانييل مارينو على موقع مرجع كرة القدم المحترفة.كوم (الإنجليزية)
- دانييل مارينو على موقع قاعة فلوريدا للمشاهير الرياضية (الإنجليزية)
- دانييل مارينو على موقع IMDb (الإنجليزية)
- دانييل مارينو على موقع الموسوعة البريطانية (الإنجليزية)
- دانييل مارينو على موقع ميوزك برينز (الإنجليزية)
- دانييل مارينو على موقع أول موفي (الإنجليزية)
- دانييل مارينو على موقع إن إن دي بي (الإنجليزية)
- دانييل مارينو على موقع قاعدة بيانات الفيلم (الإنجليزية)